# Valentin Năstase
Valentin Năstase, né le 4 octobre 1974 à Călinești en Roumanie, est un footballeur international roumain, qui évoluait au poste de défenseur. 
Il compte quatre sélections en équipe nationale entre 1999 et 2005.

## Biographie

### Carrière de joueur
Valentin Năstase joue trois matchs en Ligue des champions avec le club du Dinamo Bucarest.
Le 16 septembre 1999, il inscrit un but en Coupe de l'UEFA face à l'équipe portugaise du Benfica Lisbonne.

### Carrière internationale
Valentin Năstase compte quatre sélections avec l'équipe de Roumanie entre 1999 et 2005. 
Il est convoqué pour la première fois par le sélectionneur national Victor Pițurcă pour un match amical contre la Belgique le 28 avril 1999 (victoire 1-0). Il reçoit sa dernière sélection le 9 février 2005 contre la Slovaquie (2-2).

## Palmarès
- Avec le Gloria Bistrița :
  - Vainqueur de la Coupe de Roumanie en 1994

- Avec le Dinamo Bucarest :
  - Champion de Roumanie en 2000 et 2002
  - Vainqueur de la Coupe de Roumanie en 2000 et 2001

- Avec l'US Palerme :
  - Champion d'Italie de D2 en 2004